# Muzeul alpin elvețian

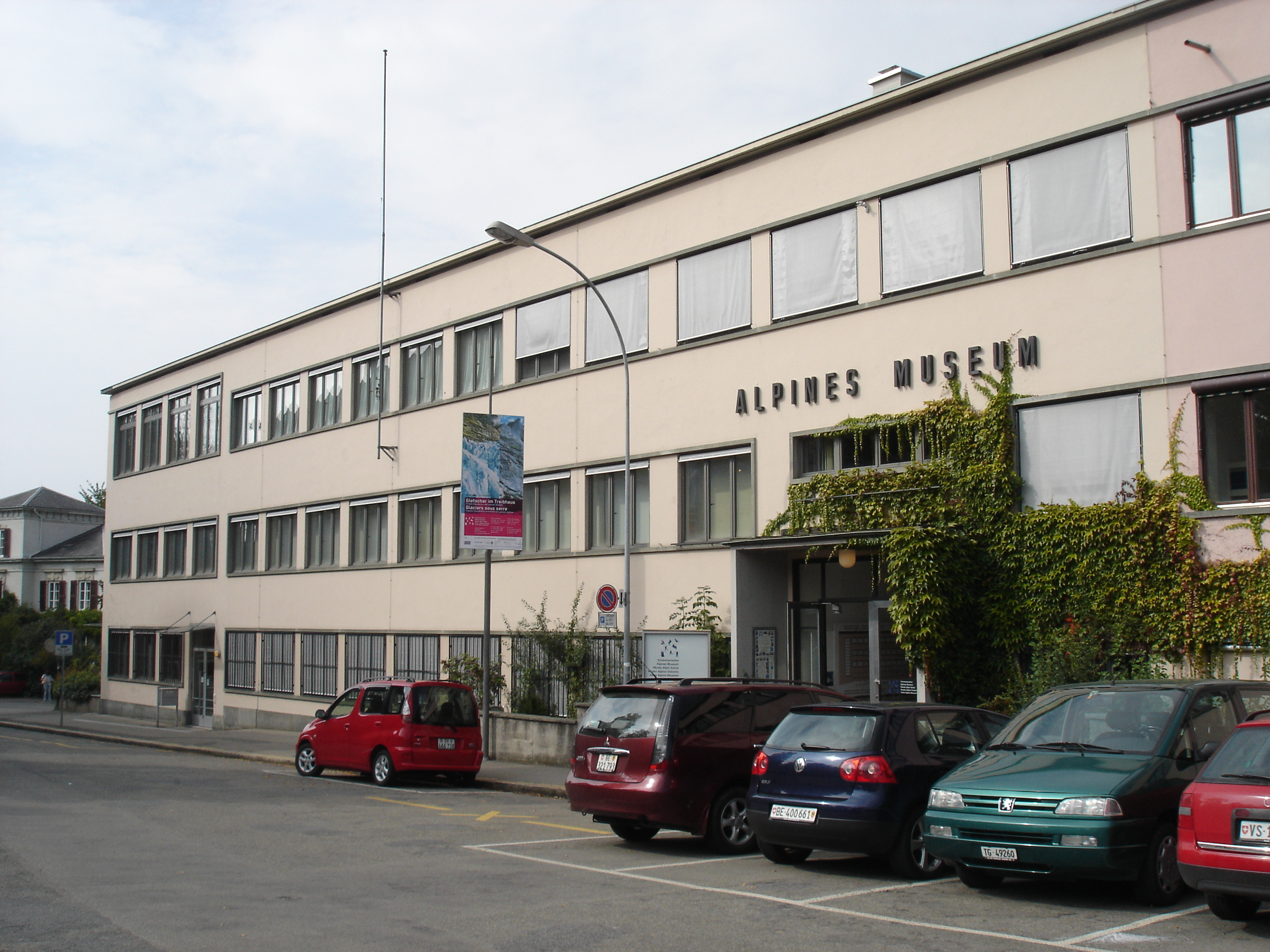
Clădirea muzeului

Muzeul alpin elvețian (în germană Schweizerisches Alpines Museum) din Berna expune câteva hǎrți detaliate și machete ale Alpilor, istorii ale unor acțiuni de salvare și imagini ale unor escaladări faimoase sau realizǎri de hărți din regiune.